# Eddie Wade
Eddie Wade (* 2. Juni 1948 im County Limerick; † 15. Februar 2025 in Castletroy, Limerick, Irland) war ein irischer Politiker der Fianna Fáil und von 1997 bis 2002 Abgeordneter (Teachta Dála) im Dáil Éireann, dem irischen Unterhaus.

## Leben
Wade wurde erstmals 1979 in den Limerick County Council gewählt. Diesen Sitz konnte er bei allen Wahlen einschließlich 2009 halten. Wade konnte bei den Wahlen zum Dáil Éireann 1989 und 1992 im Wahlkreis Limerick East keinen Erfolg. Versuche, in den Seanad Éireann über die Arbeitsliste gewählt zu werden, konnte er sowohl 1993 als auch 2002 nicht realisieren. Bei der Wahl 1997 war er erfolgreich und konnte einen Sitz für den Dáil Éireann erringen, den er jedoch 2002 wieder verlor.
Wade war Typ-I-Diabetiker.